# Granite County
Granite County is een county in de Amerikaanse staat Montana.
De county heeft een landoppervlakte van 4.474 km² en telt 2.830 inwoners (volkstelling 2000). De hoofdplaats is Philipsburg.